# Suiboku
Suiboku (jap. 水墨) bezeichnet einen freien Stil monochromer Tuschmalerei auf Seide oder Papier. Ausgeübt wurde diese Malerei in Japan vom 14. bis zum 17. Jahrhundert unter zenbuddhistischem Einfluss. Suiboku gilt als Nachahmung ähnlich freier chinesischer Malerei der Song- und Yuan-Zeit (960 – 1368).